# Șimian (Bihor)
Şimian è un comune della Romania di 3 845 abitanti, ubicato nel distretto di Bihor, nella regione storica della Transilvania.
Il comune è formato dall'unione di 3 villaggi: Șimian, Șilindru, Șimian, Voivozi.